# Grinda naturreservat
Grinda naturreservat är ett naturreservat i Värmdö kommun i Stockholms län.
Området är naturskyddat sedan 2000 och är 503 hektar stort. Reservatet omfattar Grinda och några kobbar omkring. Reservatet består av granskog och tallskog och hällmark.